# Hyacinthe le Cubiculaire
Pour les articles homonymes, voir Saint-Hyacinthe (homonymie).
Hyacinthe était un saint martyr chrétien, chambellan (cubiculaire) de l'Empereur Trajan. Hyacinthe fut emprisonné à Césarée de Cappadoce. En 120, après de nombreux supplices, il se laissa mourir de faim en refusant de manger de la viande qui avait été bénie à des fins d'offrande aux dieux païens.

## Source
- (en) Cet article est partiellement ou en totalité issu de l’article de Wikipédia en anglais intitulé « Hyacinth of Caesarea » (voir la liste des auteurs).